# WACK! Art and the Feminist Revolution
WACK! Art and the Feminist Revolution (deutsch: Kunst und die feministische Revolution) war eine Ausstellung die feministische Kunst im Zeitraum 1965 bis 1980 von 120 internationalen Künstlerinnen und Gruppen im Museum of Contemporary Art, Los Angeles zeigte. Die von Cornelia Butler kuratierte Ausstellung fand vom 4. März bis zum 16. Juli 2007 statt und der gleichnamige Ausstellungskatalog dokumentiert diese erste große Retrospektive über Kunst und die feministische Revolution.

## Ausstellung
WACK! Art and the Feminist Revolution ist die erste große internationale Kunstausstellung, die die prägenden Veränderungen der zeitgenössischen Kunst durch den Feminismus der späten 1960er und frühen 70er Jahre dokumentierte. Die New York Times berichtete über die Ausstellung, die Künstlerinnen, Aktivistinnen, Filmemacherinnen, Schriftstellerinnen, Philosophinnen und Denkerinnen aus verschiedenen Ländern umfasst: „Feministische Kunst, die in den 1960er Jahren mit der Frauenbewegung entstand, ist die prägende Kunst der letzten vier Jahrzehnte. Schaut man sich die innovativsten Werke an, die in dieser Zeit von Männern und Frauen geschaffen wurden, so findet man die aktivistische, expansive und pluralistische Spur des Feminismus. Ohne ihn würden identitätsbasierte Kunst, Kunsthandwerk, Performance-Kunst und ein Großteil der politischen Kunst nicht in der Form existieren, in der sie existieren, wenn sie überhaupt existieren. Vieles von dem, was wir als postmoderne Kunst bezeichnen, hat seinen Ursprung in der feministischen Kunst.“
Das Wack! im Titel ist eine Anspielung auf die Akronyme verschiedener Gruppierungen die durch den Feminismus der Second Wave Bewegung geprägt wurden und die ab den späten 1960er Jahren gegen Institutionen aller Art protestierten.
Die Ausstellung, die von Cornelia Butler, The Robert Lehman Foundation Chief Curator of Drawings (Chefkuratorin) am Museum of Modern Art, New York (MoMA) kuratiert wurde, fand vom 4. März bis zum 16. Juli 2007 im Museum of Contemporary Art in Los Angeles statt. Danach wanderte die Schau ins National Museum of Women in the Arts in Washington, D.C. (September bis Dezember 2007), ins PS.1 Contemporary Art Center in New York (Februar bis Mai 2008) und schließlich in die kanadische Vancouver Art Gallery (Oktober 2008 bis Januar 2009).
Der vollständig illustrierte Katalog, der die ursprüngliche Ausstellung begleitet, wurde von Butler und Lisa Gabrielle Mark herausgegeben.

## Inhalte
WACK! war eine Ausstellung, die Künstlerinnen aus 21 verschiedenen Ländern zusammenbrachte und somit eine global ausgerichtete Perspektive auf die feministische Kunstgeschichte bot. Die Ausstellung hatte das Ziel, historische Einblicke in den künstlerischen Diskurs der 1970er und 80er Jahre unter dem Einfluss des Feminismus zu bieten und eine breite Auswahl von bekannten und weniger bekannten feministischen Kunstwerken zu präsentieren und zu würdigen. Rund 300 Werke aus den Bereichen Malerei, Bildhauerei, Fotografie, Film, Video und Performancekunst wurden in der Retrospektive gezeigt.
Zahlreiche Exponate waren durch die persönliche Prägung des Feminismus mit politischem Engagement der Künstlerinnen in anderen Bereichen wie Herkunft, Klasse und sexueller Orientierung verbunden. Die künstlerische Ausdrucksweise variierte zwischen konzeptuellen Ansätzen, der Erkundung von Familienhistorien und Unterdrückungserzählungen sowie abstrakten Darstellungen, die indirekt Themen des Geschlechts untersuchten. WACK! thematisierte künstlerische Werke von Frauen, die außerhalb der feministischen Bewegung arbeiteten, jedoch durch den Feminismus inspiriert wurden.

## Beteiligte Künstlerinnen der Ausstellung
120 Künstlerinnen und Künstlergruppen aus 21 verschiedenen Ländern haben an der Ausstellung teilgenommen und sind im Katalog vertreten.
- Magdalena Abakanowicz (1930–2017), polnische Bildhauerin und Textilkünstlerin.
- Marina Abramović (geboren 1946), serbische Performance-Künstlerin
- Carla Accardi (1924–2014), italienische Malerin
- Chantal Akerman (1950–2015), belgische Filmregisseurin, Drehbuchautorin und Schauspielerin
- Helena Almeida (1934–2018), portugiesische Fotografin und Konzeptkünstlerin
- Sonia Andrade (geboren 1935), brasilianische Künstlerin
- Eleanor Antin (geboren 1935), US-amerikanische Künstlerin
- Judith F. Baca (geboren 1946), US-amerikanische Künstlerin
- Mary Bauermeister (1934–2023), deutsche Künstlerin
- Lynda Benglis (geboren 1941), US-amerikanische Künstlerin
- Berwick Street Film Collective
- Camille Billops (1933–2019), afroamerikanische Künstlerin
- Dara Birnbaum (1946–2025), US-amerikanische Video- und Installationskünstlerin.
- Louise Bourgeois (1911–2010), französisch-US-amerikanische Künstlerin
- Sheila Levrant de Bretteville (geboren 1940), US-amerikanische Grafikdesignerin
- Theresa Hak Kyung Cha (1951–1982), koreanisch-amerikanische Autorin und Installations- und Performancekünstlerin
- Judy Chicago (geboren 1939), US-amerikanische Künstlerin
- Lygia Clark (1920–1988), brasilianische Malerin, Bildhauerin und Installationskünstlerin
- Tee Corinne (1943–2006), US-amerikanische Künstlerin
- Niki de Saint Phalle (1030–2002), Jean Tinguely (1925–1991), Per Olof Ultvedt
- Jay DeFeo (1929–1989), US-amerikanische Künstlerin
- Disband
- Assia Djebar (1936–2015), algerische Regisseurin und Autorin
- Rita Donagh (geboren 1939), britische Künstlerin
- Kirsten Dufour (geboren 1941), dänische Künstlerin
- Lili Dujourie (geboren 1941), belgische Künstlerin
- Mary Beth Edelson (1933–2021), US-amerikanische Künstlerin
- Rose English (geboren 1950) britische Künstlerin
- Valie Export (geboren 1940), österreichische Performancekünstlerin
- Jacqueline Fahey (geboren 1929), neuseeländische Malerin
- Louise Fishman (1939–2021), US-amerikanische Malerin
- Audrey Flack (1931–2024), US-amerikanische Künstlerin
- Iole de Freitas (geboren 1945), brasilianische bildende Künstlerin
- Isa Genzken (geboren 1948), deutsche Künstlerin
- Nancy Grossman (geboren 1940), US-amerikanische Künstlerin
- Barbara Hammer (1939–2019), US-amerikanische Künstlerin
- Harmony Hammond (geboren 1944), US-amerikanische Künstlerin
- Margaret Harrison (geboren 1940), englische Künstlerin
- Mary Heilmann (geboren 1940), US-amerikanische Künstlerin
- Lynn Hershman (geboren 1941), US-amerikanische Künstlerin and Filmemacherin
- Eva Hesse (1936–1970), deutsch-US-amerikanische Künstlerin
- Susan Hiller (1940–2019), US-amerikanische Künstlerin
- Rebecca Horn (1944–2024), deutsche Künstlerin
- Alexis Hunter (1948–2014), neuseeländische Malerin und Fotografin
- Mako Idemitsu (geboren 1940), japanisch-US-amerikanische Videokünstlerinnen
- Sanja Iveković (geboren 1949), kroatische Künstlerin
- Joan Jonas (geboren 1936), US-amerikanische Performance und Video Künstlerin
- Kirsten Justesen (geboren 1943), dänische Künstlerin
- Mary Kelly (geboren 1941), US-amerikanische Konzeptkünstlerin
- Joyce Kozloff (geboren 1942), US-amerikanische Künstlerin
- Friedl Kubelka (geboren 1946), österreichische Fotografin
- Shigeko Kubota (1937–2015), japanisch-amerikanische Videokünstlerin
- Yayoi Kusama (geboren 1929), japanische Künstlerin
- Ketty La Rocca (1938–1976), italienische Konzept- und Body-Art-Künstlerin
- Suzanne Lacy (geboren 1945), US-amerikanische Künstlerin
- Suzy Lake (geboren 1947), amerikanisch-kanadische Künstlerin
- Maria Lassnig (1919–2014), österreichische Malerin
- Lesbian Art Project (1977–1979), partizipatorisches Kunstprojekt
- Lee Lozano (1930–1999), US-amerikanische Künstlerin
- Léa Lublin (1929–1999), argentinisch-französische Künstlerin
- Anna Maria Maiolino (geboren 1942), italienisch-brasilianische Malerin
- Mónica Mayer (geboren 1954), mexikanische Künstlerin
- Ana Mendieta (1948–1985), kubanisch-US-amerikanische Künstlerin
- Annette Messager (geboren 1943), französische Malerin, Fotografin und Installationskünstlerin
- Marta Minujín (geboren 1943) argentinische Konzeptkünstlerin, Richard Squires
- Nasreen Mohamedi (1937–1990), indische Künstlerin
- Linda Montano (geboren 1942), US-amerikanische Künstlerin
- Ree Morton (1936–1977), US-amerikanische Künstlerin
- Laura Mulvey (geboren 1941) britische Filmtheoretikerin, Peter Wollen (1938–2019)
- Alice Neel (1900–1984), US-amerikanische Künstlerin
- Senga Nengudi (geboren 1943), afroamerikanische Künstlerin
- Ann Newmarch (1945–2022), australische Künstlerin
- Lorraine O’Grady (geboren 1934), US-amerikanische Künstlerin
- Pauline Oliveros (1932–2016), Howardena Pindell
- Yoko Ono (geboren 1933), japanisch-amerikanische Künstlerin
- Orlan (geboren 1947), französische Künstlerin
- Ulrike Ottinger (geboren 1942), deutsche Filmemacherin
- Gina Pane (1939–1990), italienische Künstlerin
- Catalina Parra (geboren 1940), chilenische Künstlerin
- Ewa Partum (geboren 1945), polnische Performancekünstlerin
- Howardena Pindell (geboren 1943), US-amerikanische Künstlerin
- Adrian Piper (geboren 1948), US-amerikanische Künstlerin
- Sylvia Plimack Mangold (geboren 1938), US-amerikanische Künstlerin
- Sally Potter (geboren 1949), britische Regisseurin
- Yvonne Rainer (geboren 1934), amerikanische Choreografin, Tänzerin und Filmemacherin
- Ursula Reuter Christiansen (geboren 1943), dänisch-deutsche Filmemacherin
- Lis Rhodes (geboren 1942), britische Künstlerin
- Faith Ringgold (1930–2024), afroamerikanische Künstlerin
- Ulrike Rosenbach (geboren 1943), deutsche Künstlerin
- Martha Rosler (geboren 1943), US-amerikanische Künstlerin
- Betye Saar (geboren 1926), US-amerikanische Künstlerin
- Miriam Schapiro (1923–2015), kanadisch-US-amerikanische Künstlerin
- Mira Schendel (1919–1988), brasilianische Malerin
- Carolee Schneemann (1939–2019), US-amerikanische Künstlerin
- Joan Semmel (geboren 1932), US-amerikanische Malerin
- Bonnie Sherk (1945–2021), US-amerikanische Landschafts- und Raumkünstlerin
- Cindy Sherman (geboren 1954), US-amerikanische Fotografin
- Katharina Sieverding (geboren 1941), deutsche Fotografin
- Sylvia Sleigh (1916–2010), britisch-US-amerikanische Künstlerin
- Alexis Smith (geboren 1949), US-amerikanische Künstlerin
- Barbara T. Smith (geboren 1931), US-amerikanische Performancekünstlerin
- Mimi Smith (geboren 1942), US-amerikanische Künstlerin
- Juliana Snapper US-amerikanische Sängerin
- Joan Snyder (geboren 1940), US-amerikanische Künstlerin
- Valerie Solanas (1936–1988), US-amerikanische Autorin
- Annegret Soltau (geboren 1946), deutsche Collagekünstlerin
- Nancy Spero (1926–2009), US-amerikanische Künstlerin
- Spiderwoman Theater
- Lisa Steele (geboren 1947), US-amerikanisch-kanadische Videokünstlerin
- Elaine Sturtevant (1924–2014), US-amerikanische Künstlerin
- Cosey Fanni Tutti (geboren 1951), britische Künstlerin
- Mierle Laderman Ukeles (geboren 1939), US-amerikanische Künstlerin
- Cecilia Vicuña (geboren 1947), chilenische Poetin, Malerin, Installations- und Performancekünstlerin
- June Wayne (1918–2011), US-amerikanische Malerin
- Where We At Kollektiv Schwarzer Künstlerinnen, die dem Black Arts Movement angehören
- Colette Whiten (geboren 1945), britische Bildhauerin und Installations- und Performancekünstlerin
- Faith Wilding (geboren 1943), paraguayisch-US-amerikanische Künstlerin
- Hannah Wilke (1940–1993), US-amerikanische Künstlerin
- Francesca Woodman (1958–1981), US-amerikanische Fotografin
- Nil Yalter, Judy Blum Reddy, und Nicole Croiset
- Nil Yalter (geboren 1938), türkische Grafikerin, Fotografin, Malerin und Installationskünstlerin
- Zarina (1937–2020), indisch-US-amerikanische Künstlerin

## Rezensionen
Der Kunstkritiker Jerry Saltz beschrieb die Ausstellung 2008: „Die von der Chefkuratorin für Zeichnungen des Museum of Modern Art, Connie Butler, fachkundig organisierte Ausstellung WACK! ist auch eine Gelegenheit, erneut die Frage nach der Repräsentation von Frauen in der Kunstwelt zu stellen [...] 1972 war es für Frauen schwer, ihre Werke in Galerien und Museen unterzubringen.“